# Mount Streich
Mount Streich är ett berg i Antarktis. Det ligger i Östantarktis. Australien gör anspråk på området. Toppen på Mount Streich är 2 250 meter över havet, eller 74 meter över den omgivande terrängen. Bredden vid basen är 3,2 km.
Terrängen runt Mount Streich är kuperad åt sydost, men åt nordväst är den platt. Trakten är obefolkad. Det finns inga samhällen i närheten.